# 포흐야

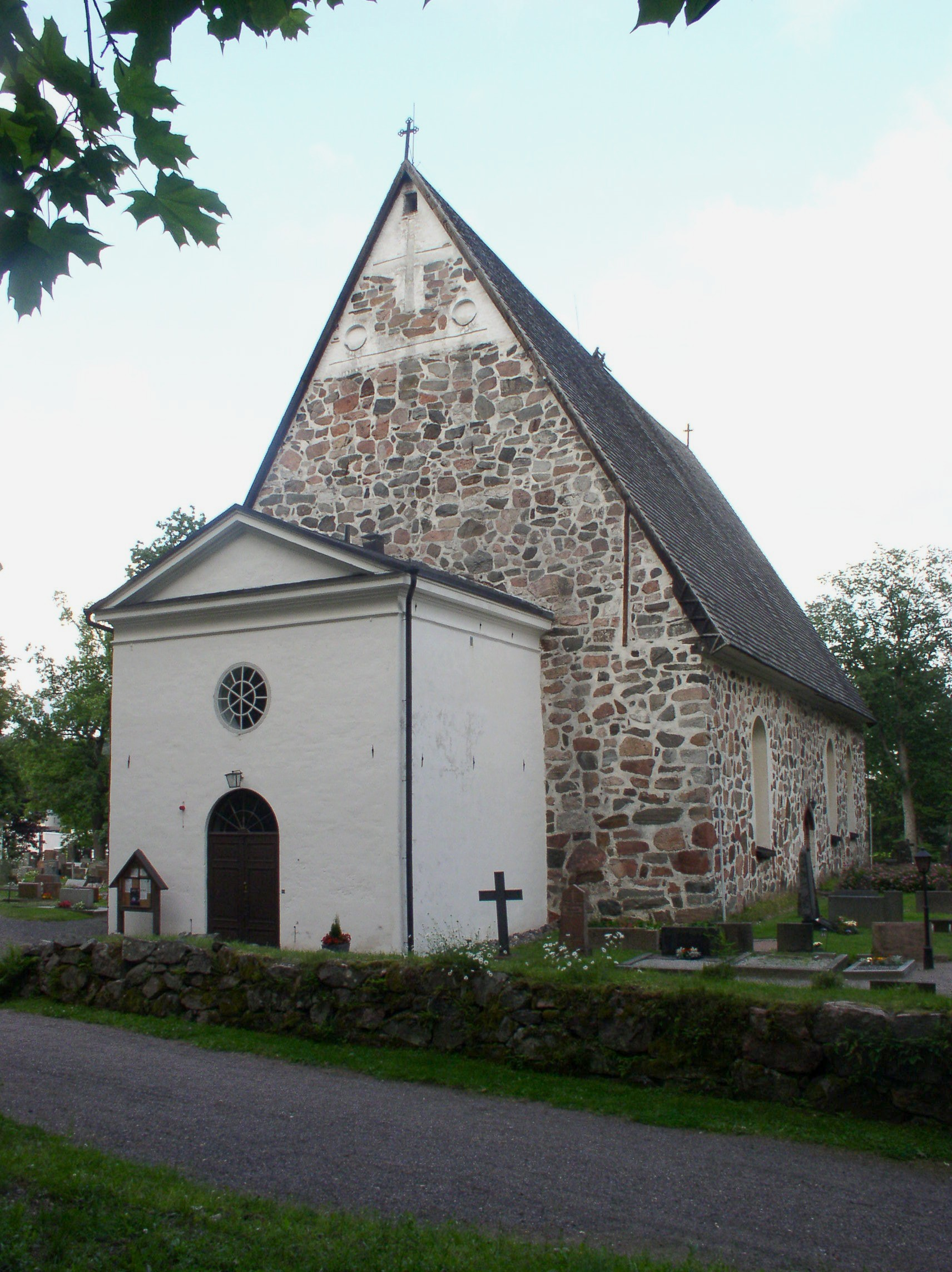
포흐야 교회

포흐야의 위치

포흐야(핀란드어: Pohja, 스웨덴어: Pojo 포요[*])는 핀란드 우시마 지역에 있던 도시로 면적은 266.13km2, 인구는 4,936명(2008년 12월 31일 당시 기준), 인구 밀도는 21.97명/km2이다.
2009년 1월 1일을 기해 에케네스(Ekenäs), 카리스(Karis)와 함께 라세보리(Raseborg)라는 이름의 지방 자치체로 통합되면서 소멸되었다. 전체 인구 가운데 60%는 핀란드어를, 40%는 스웨덴어를 구사했다.

시 문장